# La Capuera
La Capuera ist eine Ortschaft in Uruguay.

## Geographie
Sie befindet sich auf dem Gebiet des Departamento Maldonado in dessen Sektor 3. La Capuera liegt, nur getrennt von den beiden südlich angrenzenden Badeorten Ocean Park und Sauce de Portezuelo, nahe der Küste des Río de la Plata. Im Norden erstreckt sich die Laguna del Sauce.

## Infrastruktur
Am Südrand der Ortschaft führt die Ruta Interbalnearia/Ruta 93 vorbei. In geringer östlicher Entfernung befindet sich der Flughafen Capitán de Corbeta Carlos A. Curbelo.

## Einwohner
La Capuera hatte 2011 2.838 Einwohner, davon 1.535 männliche und 1.303 weibliche.
| Jahr | Einwohner |
| ---- | --------- |
| 1963 | 10        |
| 1975 | 25        |
| 1985 | 25        |
| 1996 | 239       |
| 2004 | 494       |
| 2011 | 2.838     |

Quelle: Instituto Nacional de Estadística de Uruguay